# Земская почта Бахмутского уезда
Зе́мская по́чта Ба́хмутского уе́зда — земская почта, организованная земской управой Бахмутского уезда Екатеринославской губернии. Существовала с 1901 года по 1909 год. В уезде выпускались собственные земские марки.

## История почты
Бахмутская уездная земская почта была открыта 20 марта 1901 года. Пересылка почтовых отправлений осуществлялась из уездного центра (города Бахмута) в 20 волостных управлений один раз в неделю.
Для оплаты доставки частных почтовых отправлений были введены земские почтовые марки.
Бахмутская уездная земская почта была закрыта в конце 1909 года.

## Выпуски марок

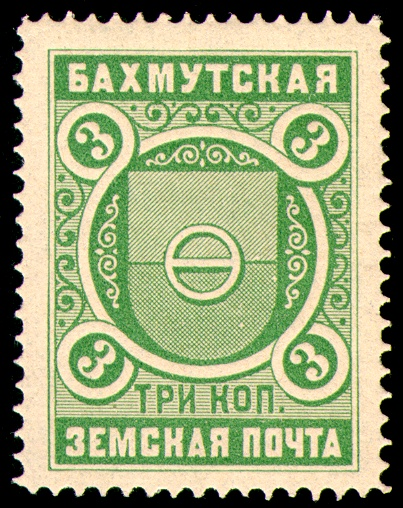
Земская марка Бахмутского уезда номиналом 3 коп., 1901

Используемые для оплаты частных почтовых отправлений марки печатались в Экспедиции заготовления государственных бумаг. На марках изображён герб Бахмутского уезда.